# Billy Currie
William Lee Currie (Huddersfield, Yorkshire, Inglaterra, 1 de abril de 1950) es un solista de música electrónica, teclista, violinista, e integrante y último líder de la banda de new wave y synth pop Ultravox. 

## Biografía
Sus inclinaciones musicales las mostró de niño, cuando cantaba, hasta que su voz no le permitió hacerlo más. A los 10 años, un primo suyo le regaló una guitarra. En 1961 agarró la viola en su escuela. Para esa época el cantaba en la "Huddersfield Choral Society" (Sociedad Coral de Huddersfield). En 1962 tocaba en la orquesta de su escuela, y lo hizo tan bien, que le ofrecieron un lugar en la Huddersfield School of Music.
En 1974, ingresó como violista a una banda de rock llamada Tiger Lily, liderada por Dennis Leigh , siendo el último miembro que faltaba, habiéndose unido poco después que el baterista Warren Cann y de los tres miembros fundadores, Leigh, el bajista Chris St. John y el guitarrista Stevie Shears. Al comienzo de su carrera, el uso de la viola es notorio y está demostrado en el único sencillo de Tiger Lily, Ain't Misbehavin'. En 1976, el grupo firma contrato con Island Records, pasa a llamarse Ultravox!, mientras que Leigh y St. John se renombran artísticamente como John Foxx y Chris Cross, respectivamente, y graba lo que será su disco debut y homónimo, Ultravox!. Tras el fracaso de este álbum y el subsiguiente, Ha!-Ha!-Ha!, y la expulsión de Stevie Shears, Currie contacta a un conocido suyo de Yorkshire, Robin Simon, para que tome el puesto de guitarrista y toma mayor protagonismo en el sintetizador para el siguiente álbum, Systems of Romance.  Al también fracaso de éste álbum, Island los echa y las relaciones con Foxx se van deteriorando. Los conflictos entre Currie y él solían ocurrir de forma más continua. Finalmente, luego de una gira por Estados Unidos, en 1979, John Foxx y Robin Simon se alejan de Ultravox, y el resto de los integrantes decide continuar con sus propios caminos por un tiempo. 
Con Ultravox con destino incierto como grupo, Currie se integró a Tubeway Army, cuyo cantante, Gary Numan, estaba inspirado por Ultravox y su entonces novedoso uso de sintetizadores, y a su posterior banda de apoyo en su carrera solista, colaborando en el álbum The Pleasure Principle y en la gira de este disco. A la vez, se une a Visage, donde conoce a Midge Ure, un cantante de pop escocés que empezaba a mostrar un interés en la música electrónica. Ure y Currie mantienen una relación cercana que lleva al primero a tomar la decisión de tomar el puesto de cantante y guitarrista de Ultravox. En abril de 1979, Ure es aceptado, aunque Ultravox no regresa a sus actividades hasta finales de ese año, ya que Ure también integraba Thin Lizzy y Currie tenía compromisos con Gary Numan.
Su relación con Midge Ure se fue deteriorando con el paso del tiempo. Cuando lo conoció en Visage, la relación era muy buena, pero con el paso de los años, Ure se apegó más a Chris Cross. De los días finales de la aineación de Ultravox con Midge Ure, declara que este ya no era la misma persona que había conocido en Visage. Ultravox se separa en 1987, luego del fracaso de U-Vox, del lanzamiento de algunos sencillos y de una gira.
Luego de la separación de Ultravox, Currie vuelve a reunirse con Robin Simon, guitarrista de Ultravox durante los últimos años con John Foxx, y otros para formar un proyecto llamado Humania.
Trabajó con Steve Howe, The Skids, Richard Jobson, Phil Lynott, Tubeway Army, etc.